# Bunyip

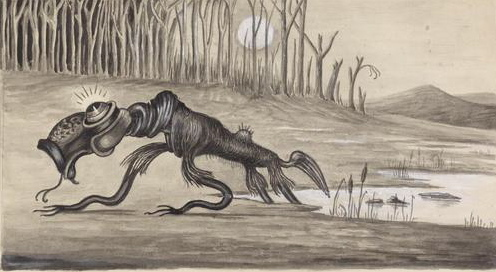
Gravura de 1935 de um Bunyip retirada do acervo digital da Biblioteca Nacional da Austrália.

Para os aborígenes da Austrália, o bunyip (cujo nome significa demônio na língua nativa) é um animal fantástico do tamanho de um bezerro que vive em lagos e poços do outback, o "interior australiano".
O bunyip alimenta-se de seres humanos, dando preferência a mulheres. Seu grito pode fazer o sangue coagular. Acredita-se também que o bunyip cause doenças.
Do mesmo modo que o mapinguari brasileiro, não se sabe se o bunyip é apenas uma lenda ou um animal ainda não descoberto. Algumas teorias apontam como sendo o Diprotodon, uma espécie de vombate gigante extinta há 50 mil anos, quando os humanos chegaram à Austrália.